# 蘭桂坊嘉年華

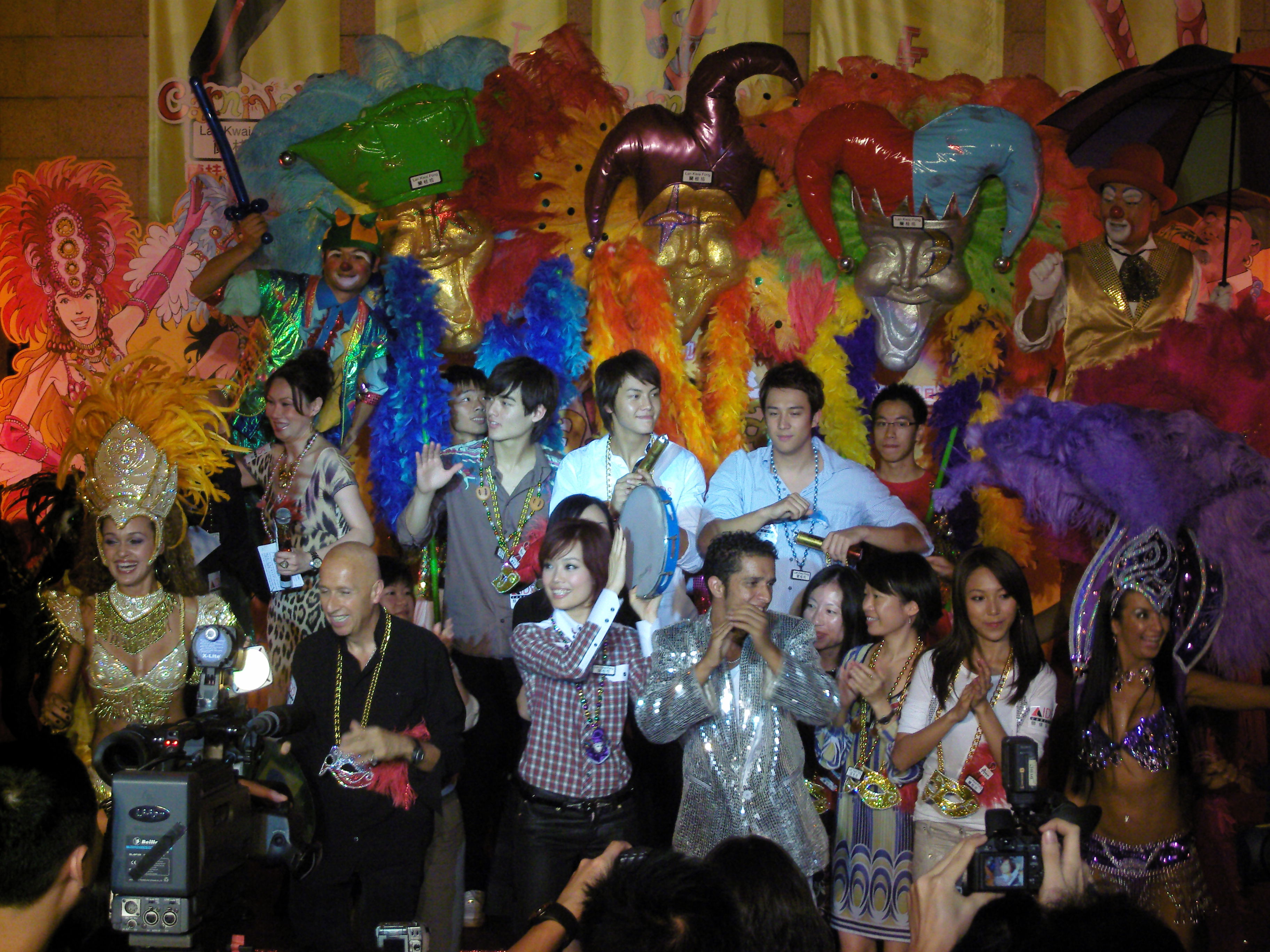
歌手與表演者一同共歡（2007年）

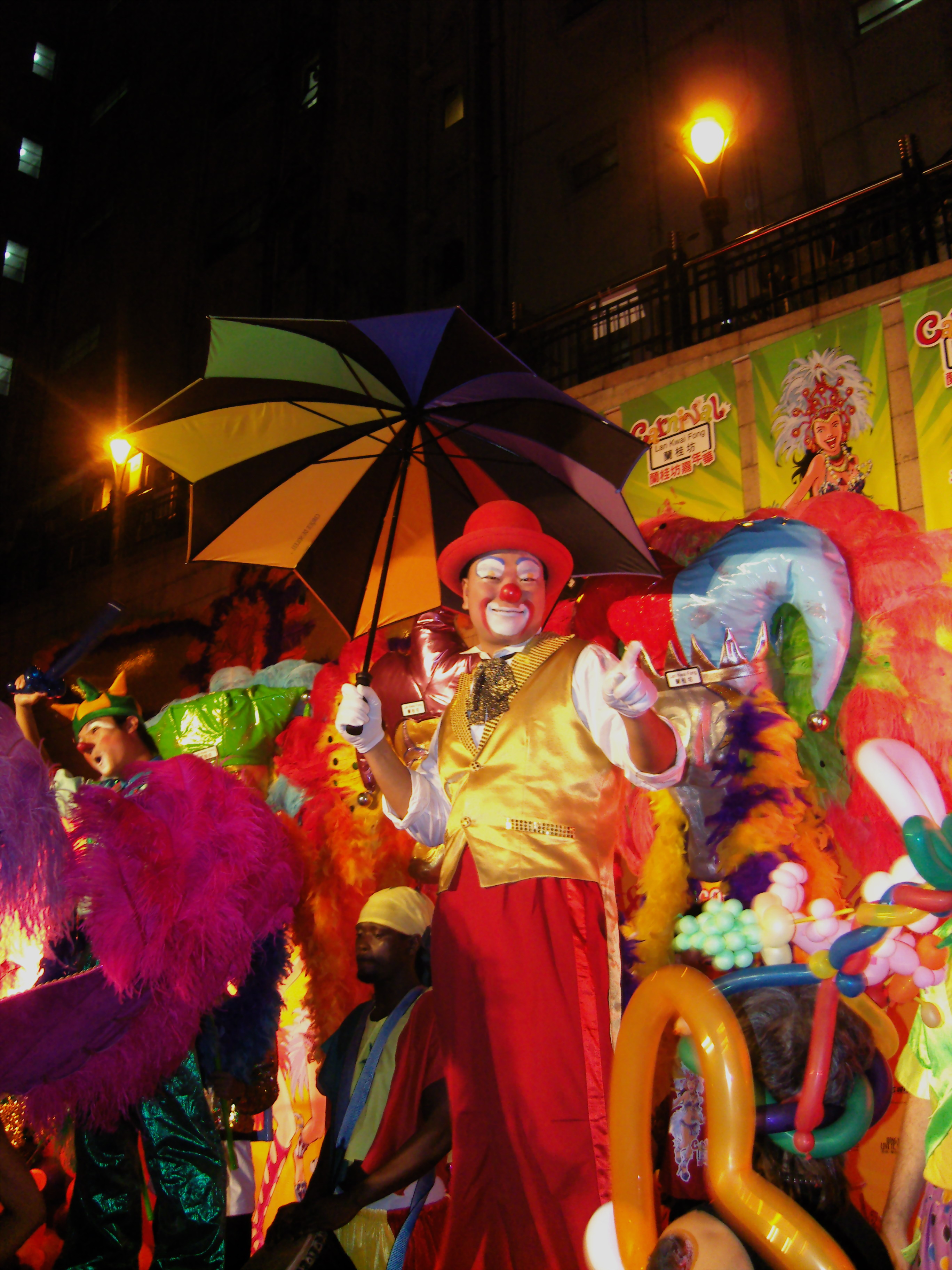
小丑表演助慶（2007年）

蘭桂坊嘉年華是香港中環蘭桂坊一年一度舉行的大型戶外活動，由蘭桂坊協會主辦。嘉年華由2002年開始舉辦，一般會在每年11月的第二或第三個周末舉行，時間為下午1時至深夜。屆時蘭桂坊設置有多個特色攤位，分別發售由區內食肆製作的各國特色小食和特飲；同時有珠串、手工藝術品、飾物、T-恤等蘭桂坊紀念品發售；還有各適其適的互動遊戲攤位。場內設立多個舞台，上演各式各樣的現場表演，更會邀請遊人上台參與互動遊戲，贏取獎品。
大型巡遊是整個嘉年華的焦點，早晚分別各一次，大會邀請巴西女郎表演森巴舞，還有各式舞蹈者、高蹺人、街頭小丑、雜耍表演者等參與，加上現場樂隊表演的配合，加添嘉年華的歡樂氣氛。
每年的嘉華年同時會定立一個主題為一個慈善團體籌款，過去曾與關懷愛滋、中華仁人家園等慈善組織合作。
和安里亦設置成一條戶外的「玩具反斗城兒童街」，適合一家大小參與。自2002年蘭桂坊協會便與香港大型連鎖玩具店玩具反斗城合作，設立了各種互動遊戲攤位、電子遊戲、活動工作坊等，以營造歡樂熱鬧氣氛。

## 2006年
2006年受惠機構為心晴行動慈善基金。

## 2007年
2007年的蘭桂坊嘉年華在10月13日及10月14日舉行。蘭桂坊協會主席，有「蘭桂坊之父」之稱的盛智文稱，嘉年華舉辦多年每一次人數都有所增長，2006年已有10,800人前來，2007年的贊助達七位數金額，節目安排更國際化，他們的目標是吸引超越2006年的12,500人。
2007年的主題為「關懷愛滋愛心大行動」，受惠機構為非牟利註冊慈善團體「關懷愛滋」。嘉年華的部份收益會用作撥歸給「關懷愛滋」作預防愛滋病教育的經費，「關懷愛滋」亦同時設立了三個攤位，在籌募經費的同時，藉著遊戲加強市民對愛滋病的認知。
「開幕之夜」的活動中則邀請到香港歌手容祖兒、鍾舒漫、Sun Boy'z作嘉賓。
表演方面有美女進行廚藝及調酒比併，加上每日多場的可即場報名的競飲競食大賽、「鬥多鬥快」接吻比賽、棟篤笑、默劇和雞尾酒調校表演及試飲等活動。

## 圖集

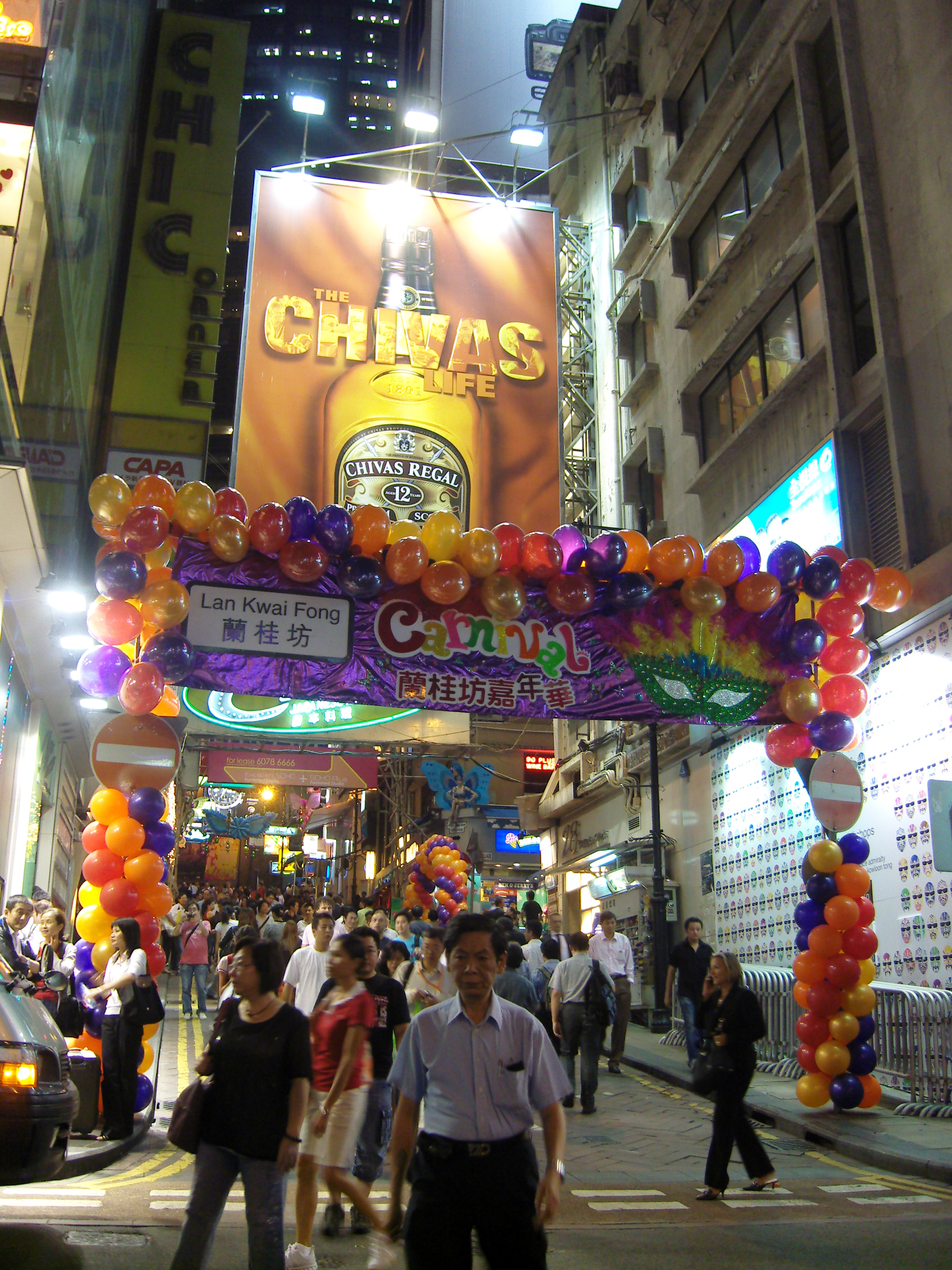
德己立街入口的裝飾
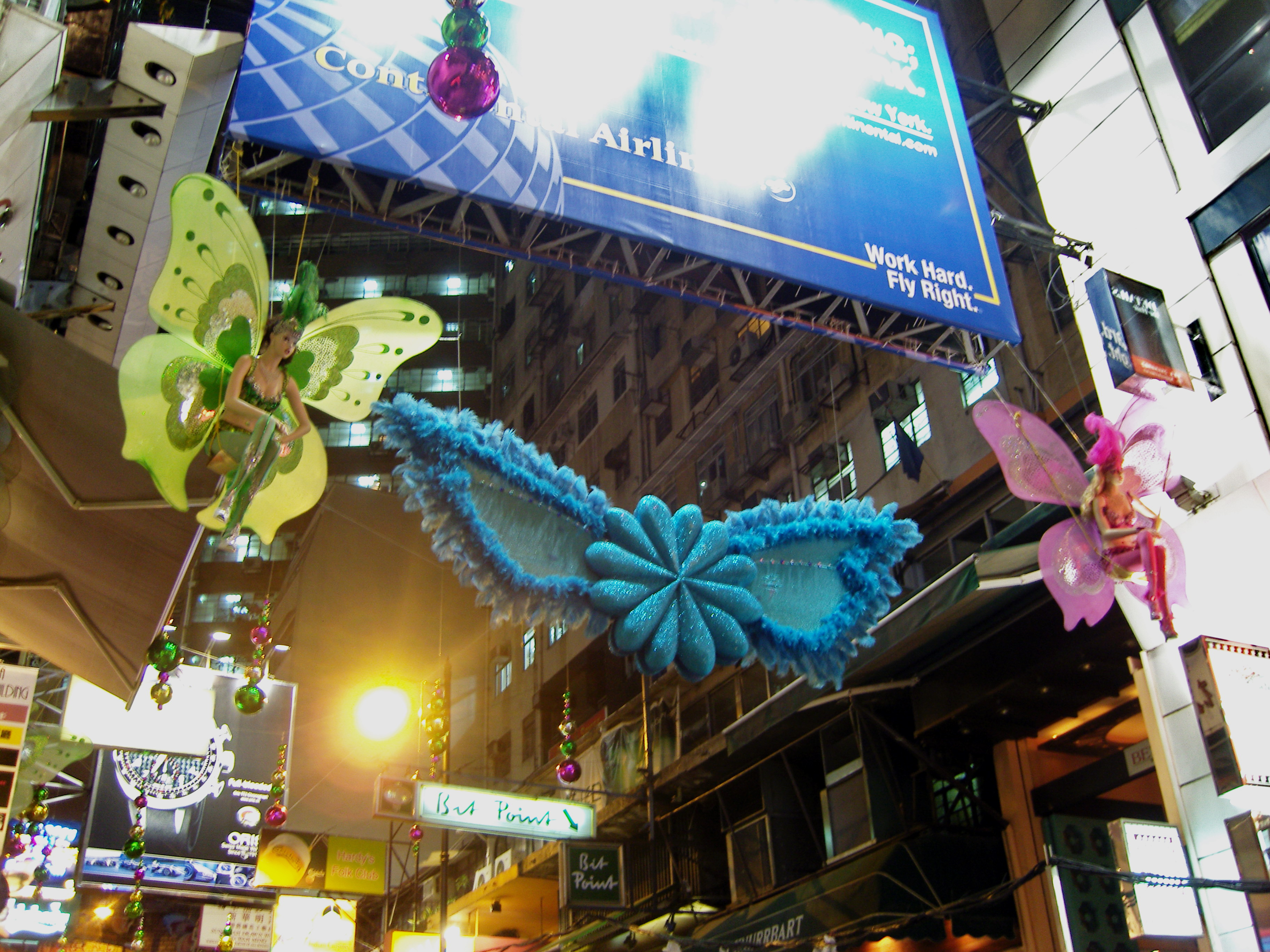
蘭桂坊的半空佈置
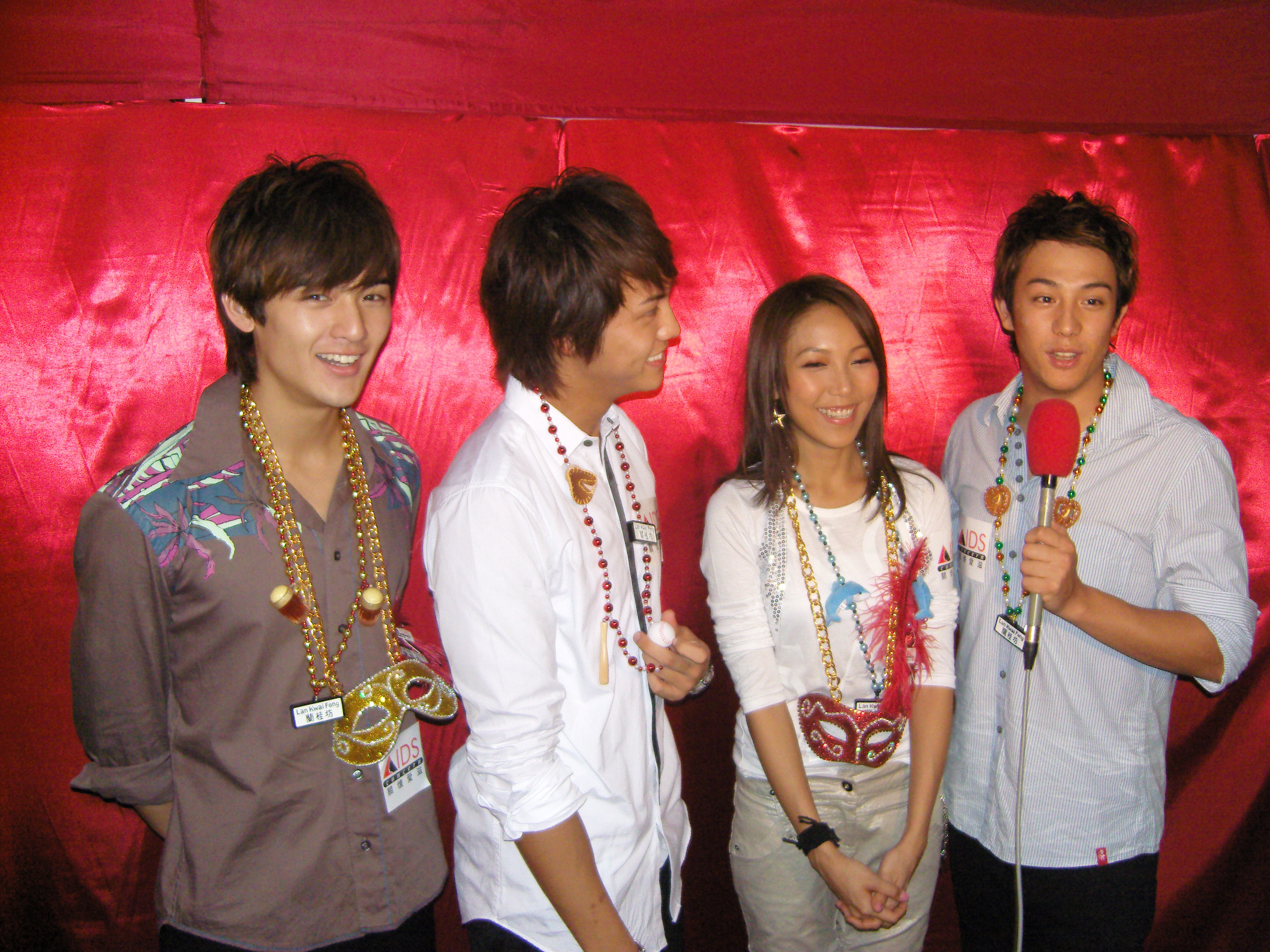
歌手Sun Boy'z及鍾舒漫接受採訪
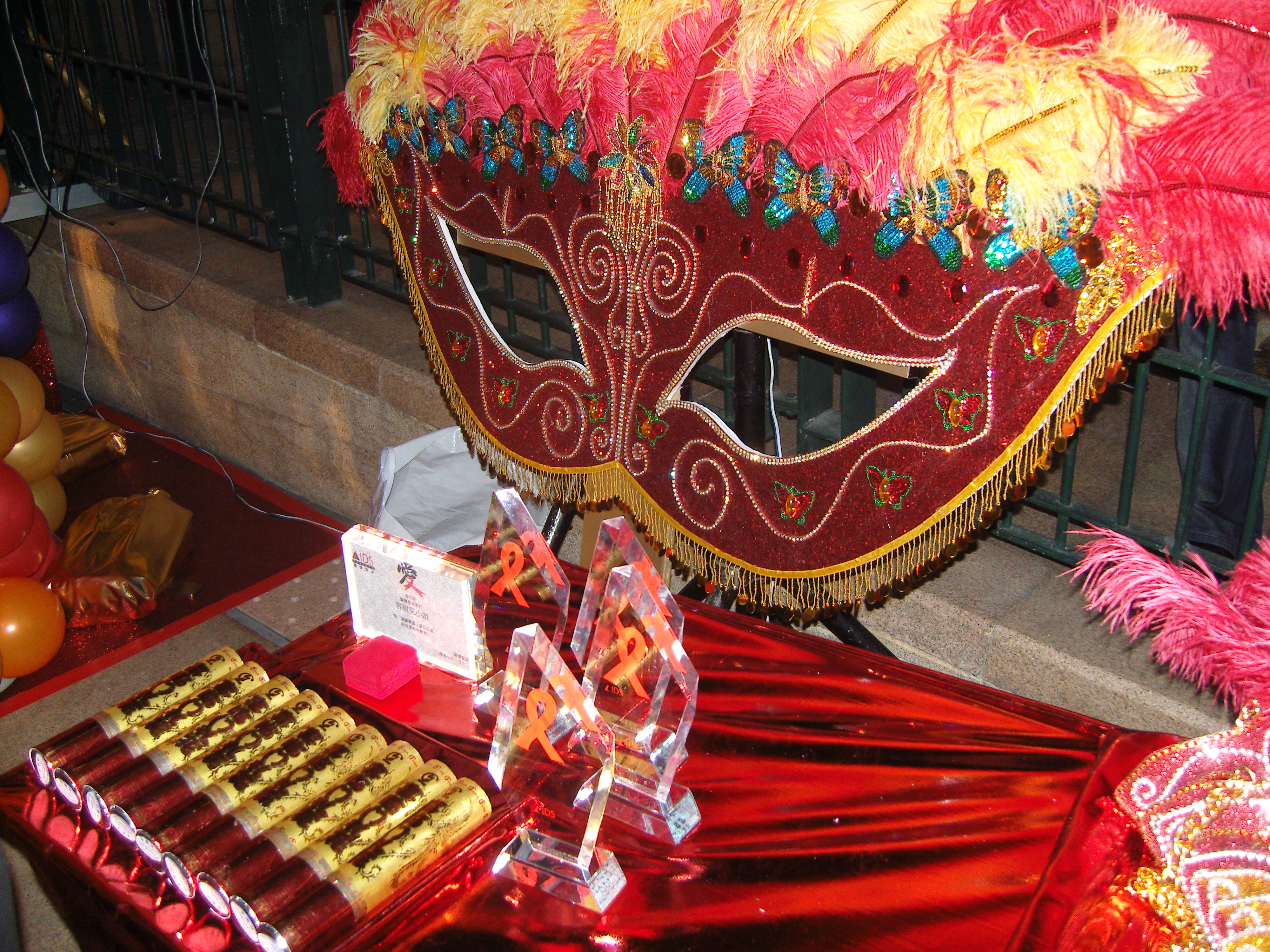
致送嘉賓、合作機構／組織的紀念品及彩炮
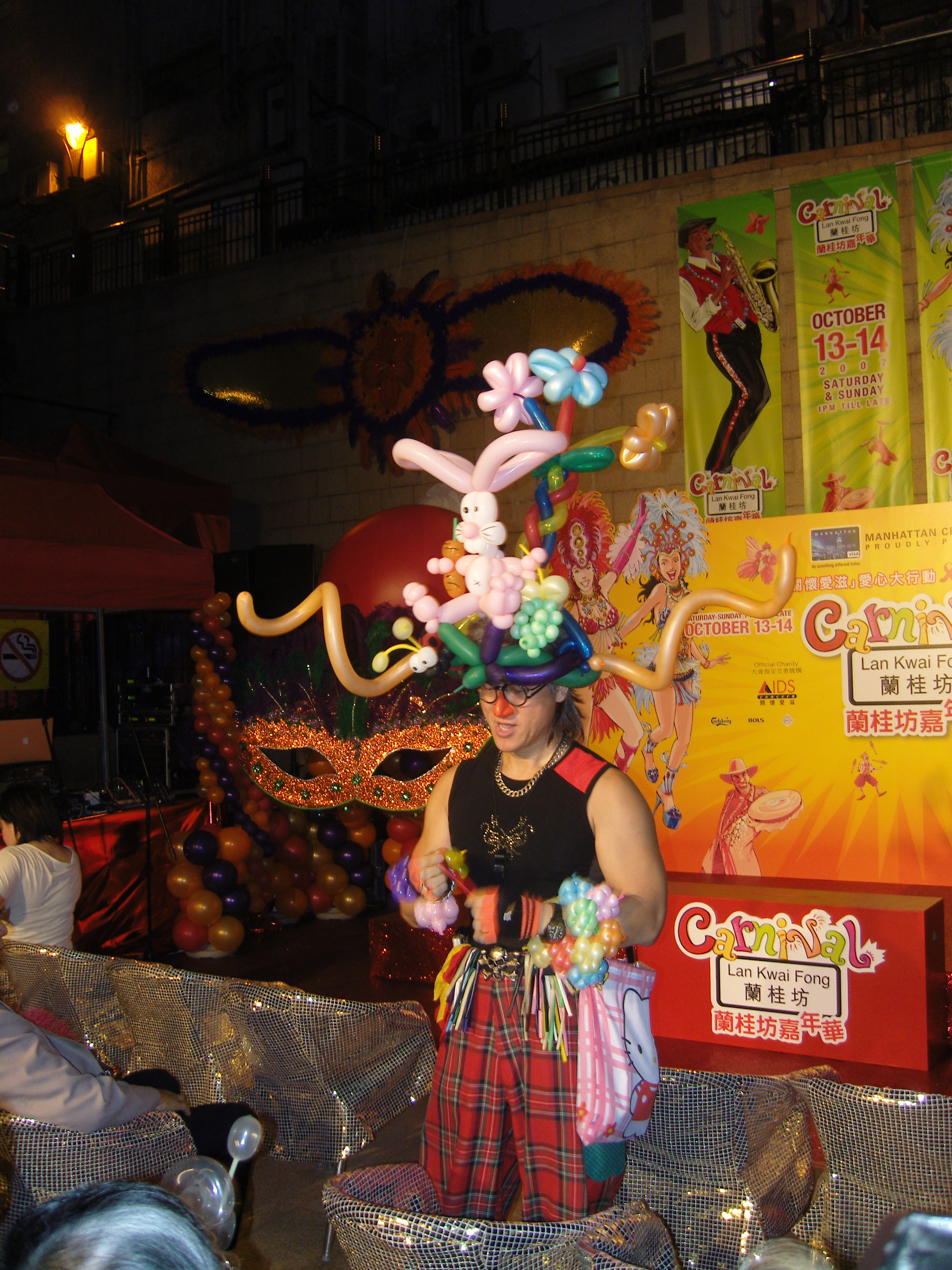
氣球小丑
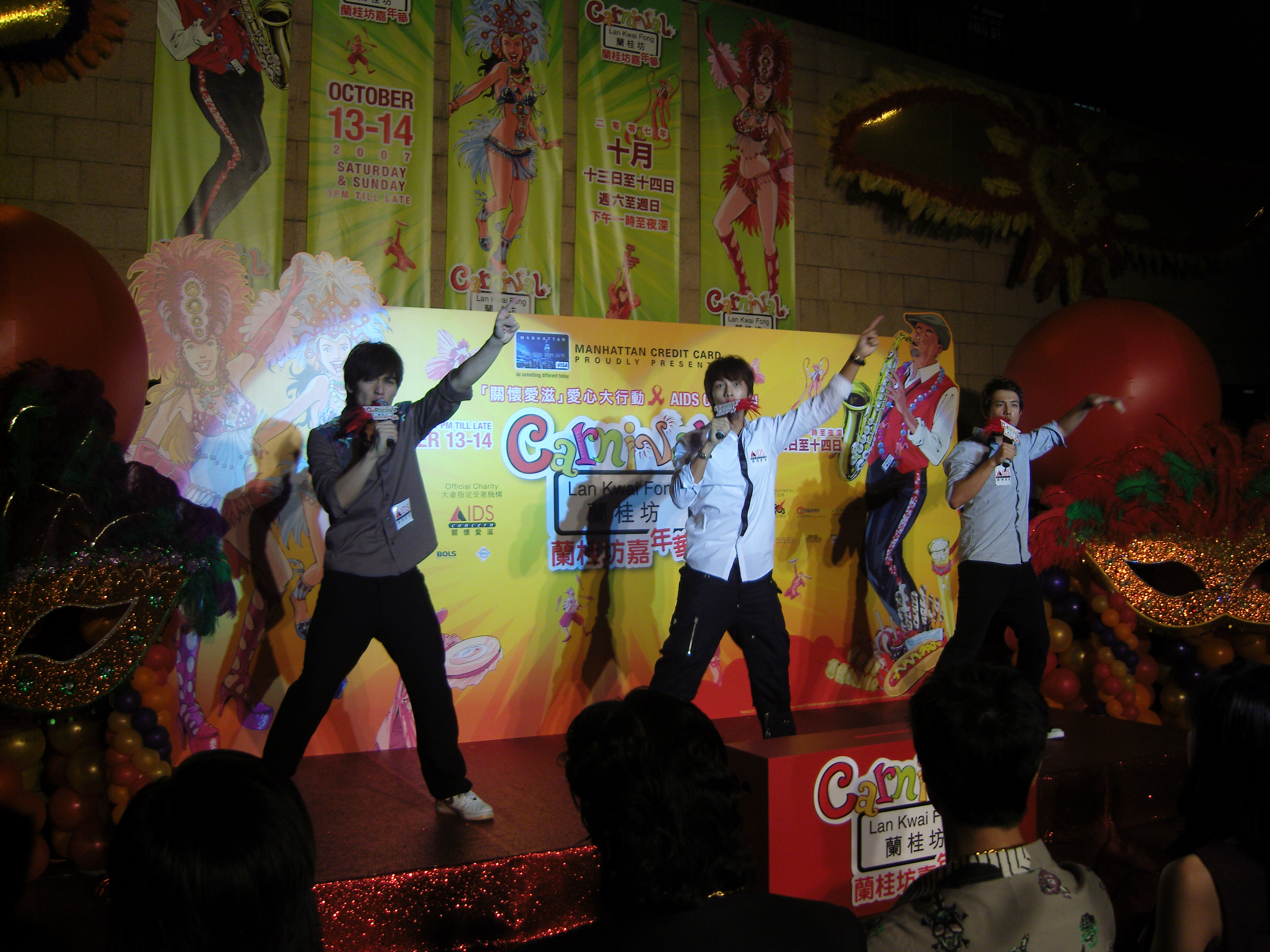
Sun Boy'z的演出
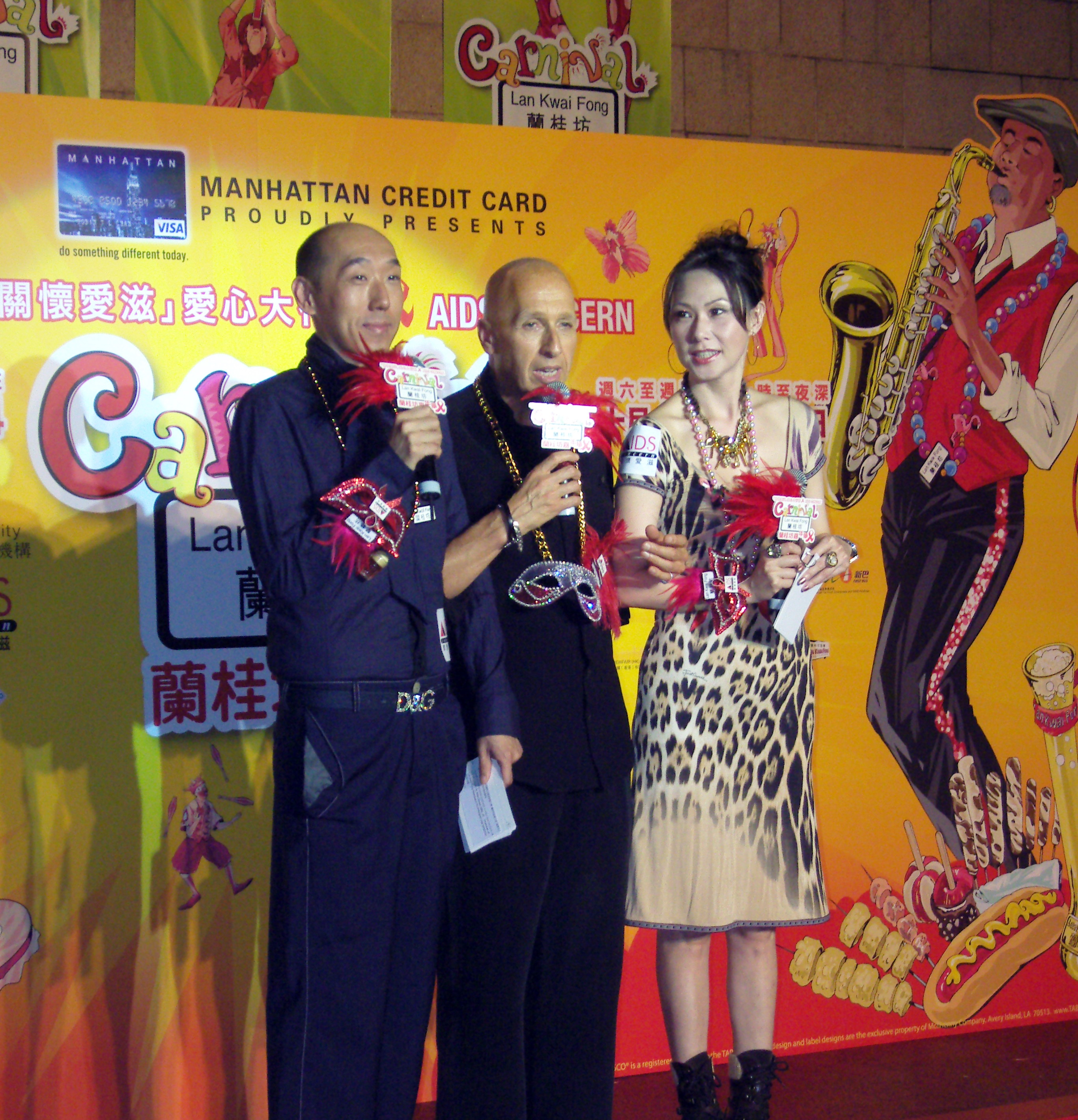
盛智文（中）名二位司儀
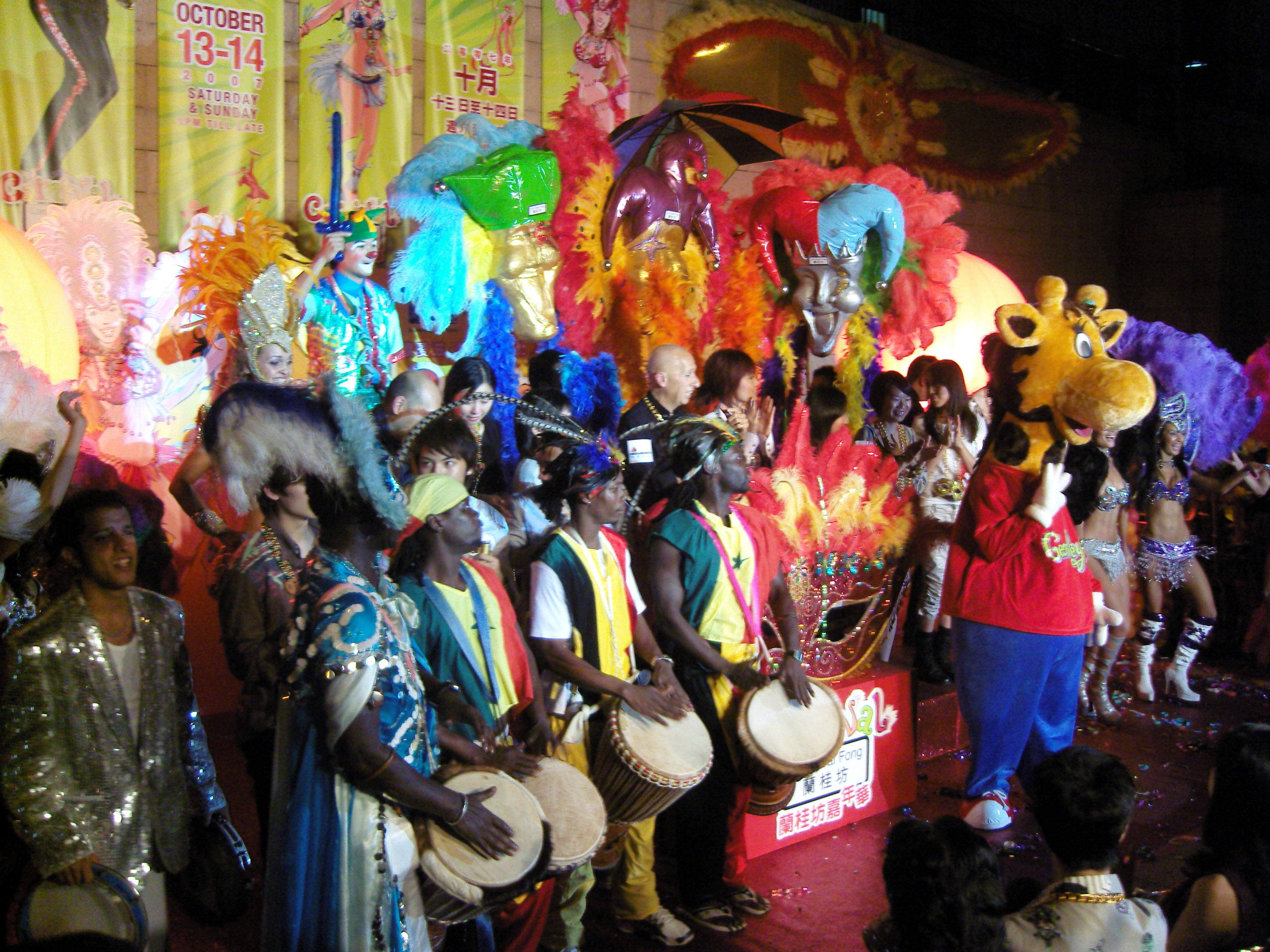
開幕式的盛大表演陣容
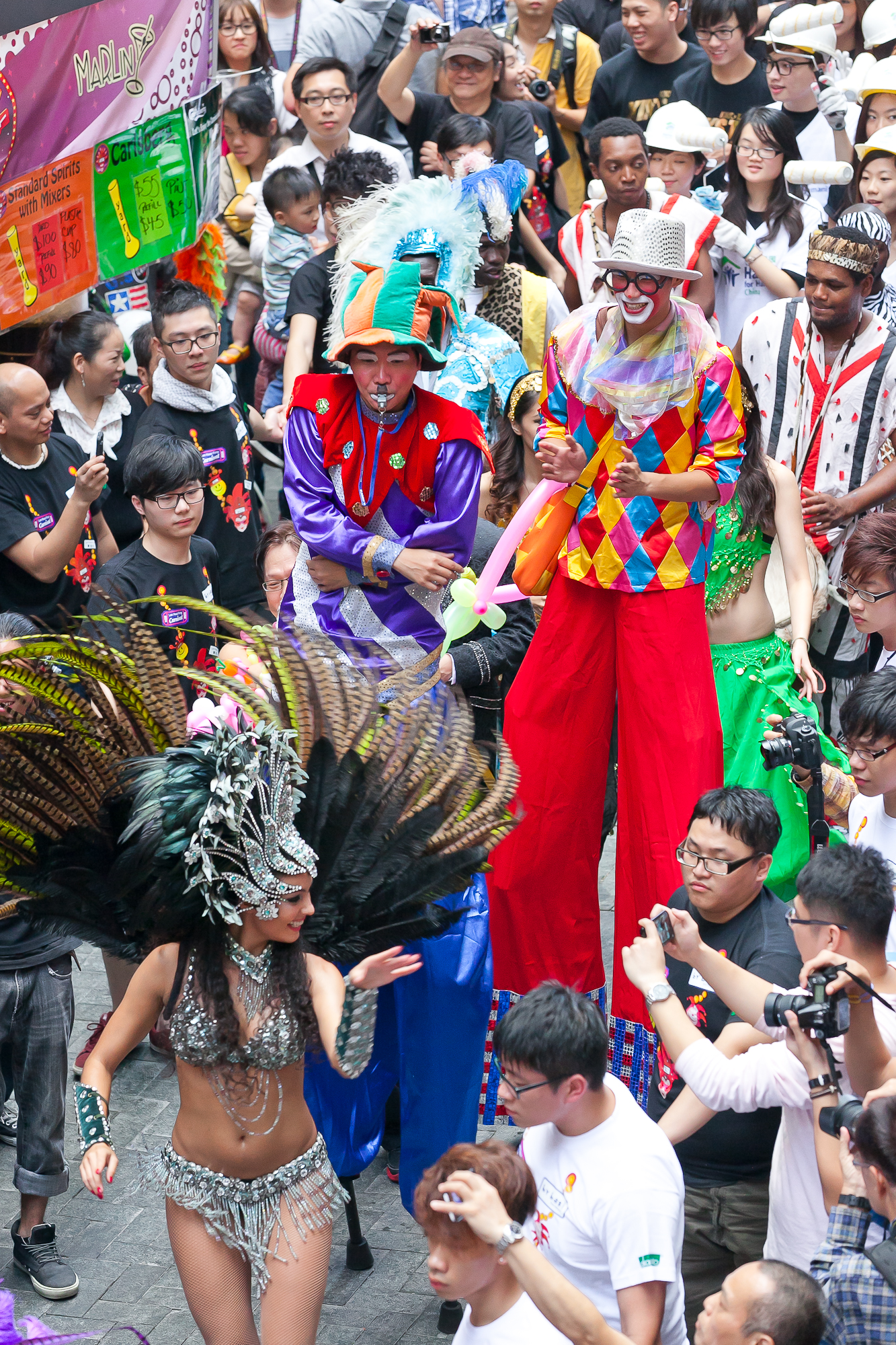
蘭桂坊嘉年華巡遊盛況
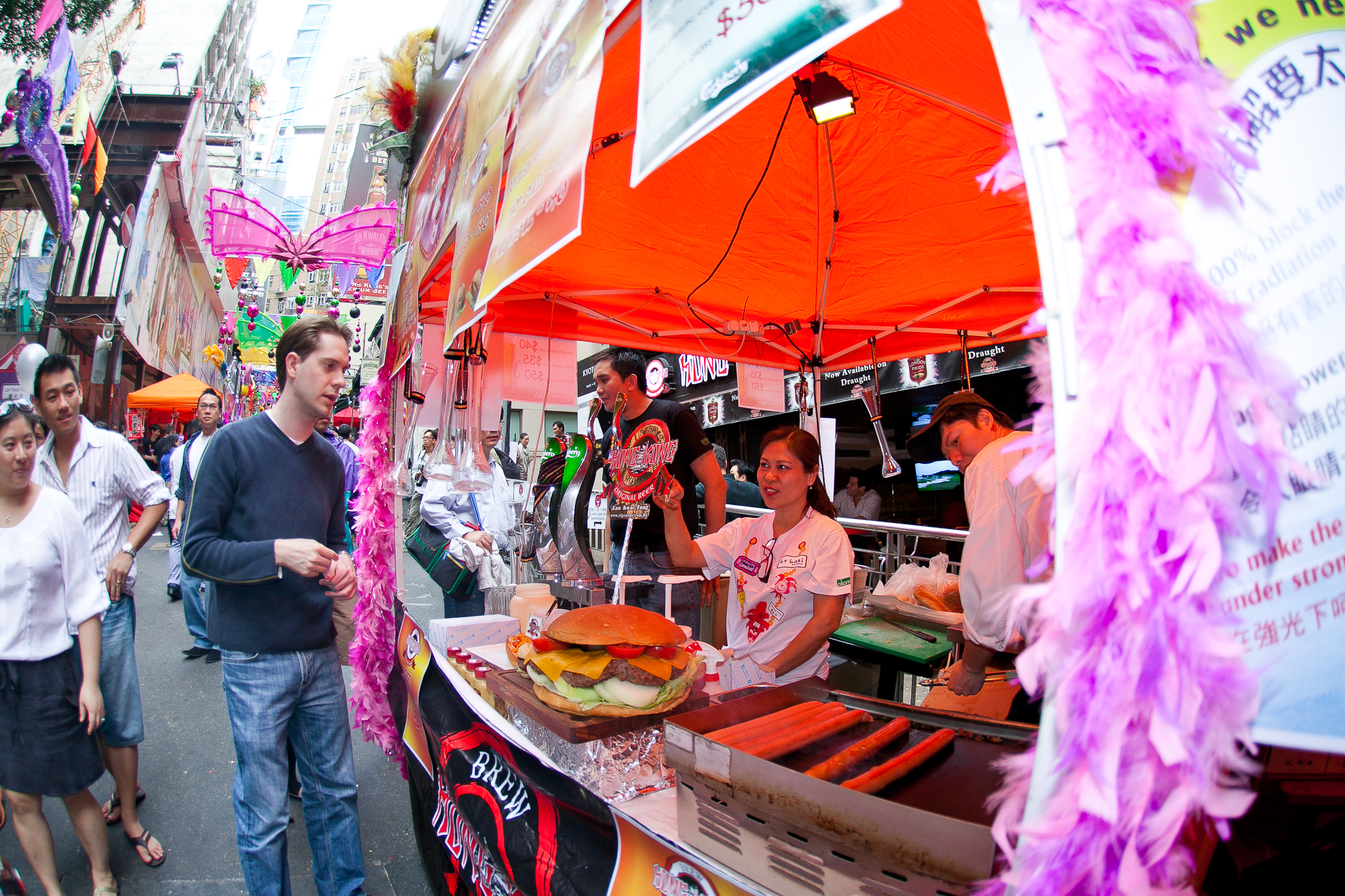
蘭桂坊內設滿各式各樣的攤檔，售賣各國小食
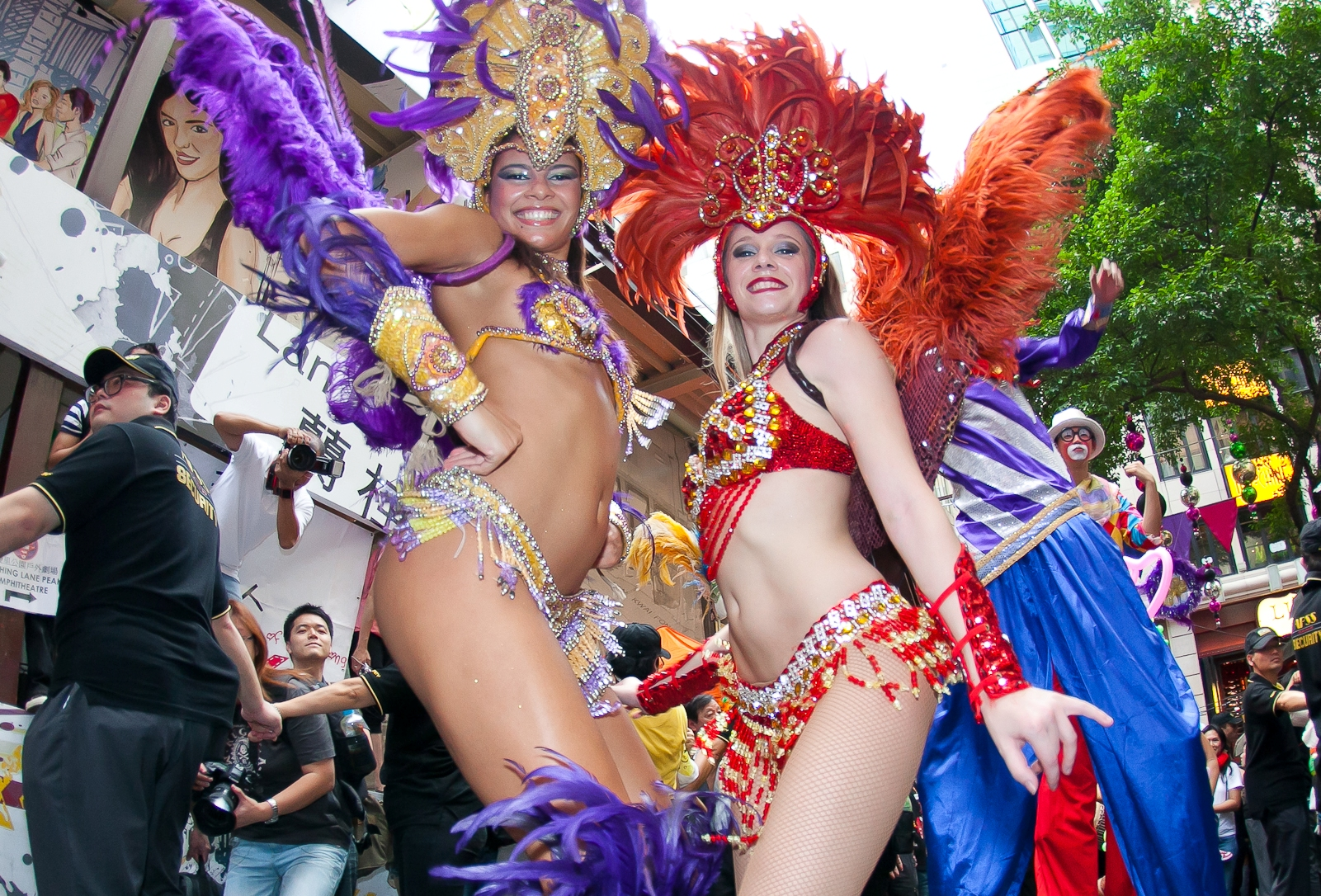
蘭桂坊嘉年華的森巴女郎

## 参考文献

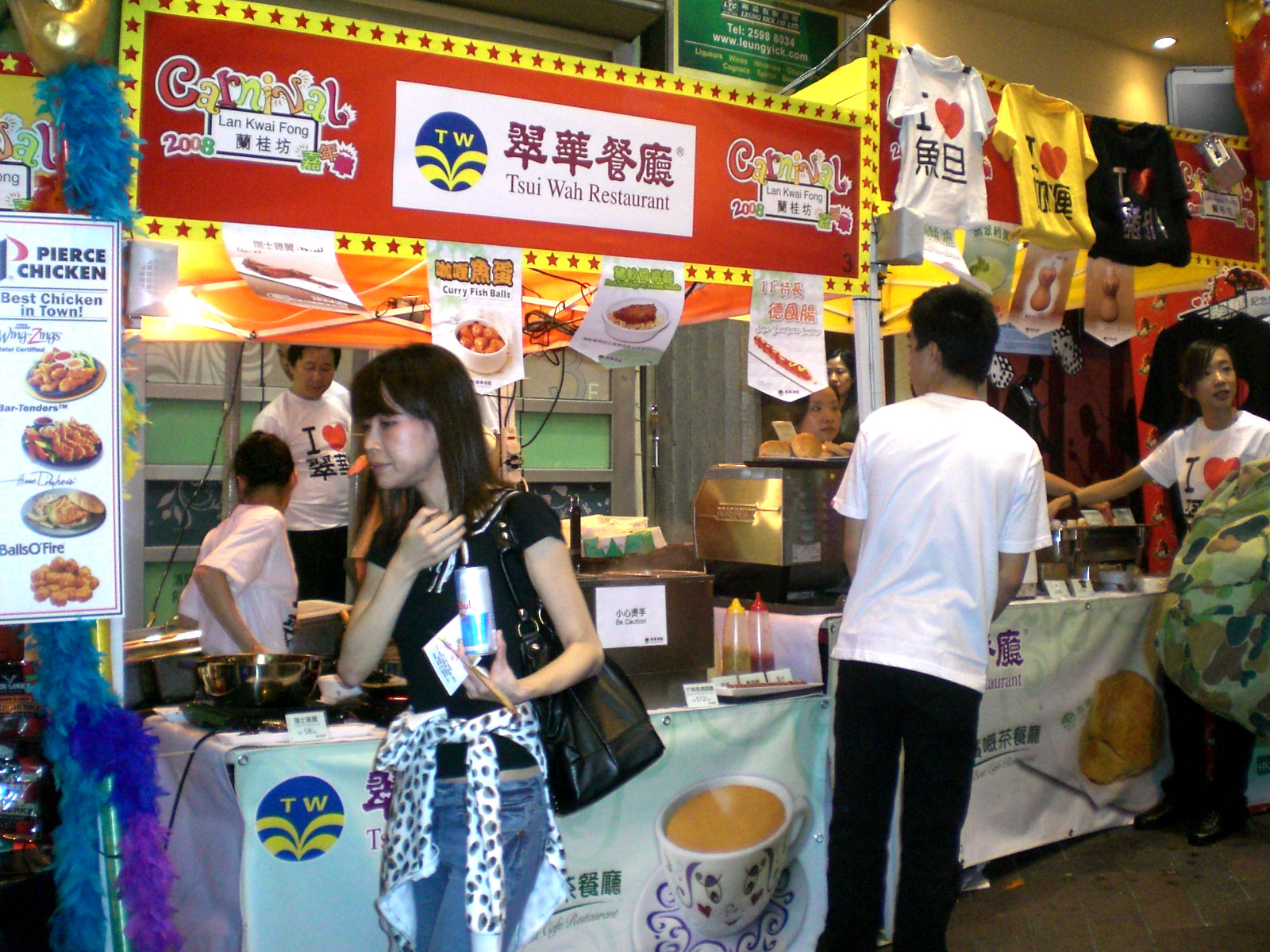
蘭桂坊嘉年華2008